# الابن الأصغر لتكتل
الابن الأصغر لتكتل (بالكورية: 재벌집 막내아들)؛ هو مسلسل تلفزيوني كوري جنوبي، بطولة سونغ جونغ كي ولي سونغ مين وشين هيون-بين. يصور المسلسل "الشخصيات التي تخفي رغباتها وتحارب بشدة من أجل الفوز، عرض على قناة JTBC في 18 نوفمبر إلى 25 ديسمبر 2022. بث يوم الجمعة والسبت والاحد. وهو متاح على المنصات تيفينج، ديزني+ ، نتفليكس في كوريا. وعلى فيو وفيكي في مناطق مختارة.

## القصة
يروي المسلسل قصة يون هيون وو (سونغ جونغ كي) والذي يتعرض للخيانة والقتل على يد رجل الأعمال وأب عائلة سونيانغ، فيولد من جديد كأبنهم الأصغر (جين دو جون)، ويخطط للانتقام.

## طاقم

### دور رئيسي
- سونغ جونغ كي في دور جين دو جون / يون هيون وو.[10]
- لي سونغ مين بدور جين يانغ تشول.[10]

كبير عائلة سونيانغ.
- شين هيون-بين في دور سيو مين يونغ.[11]

مدعية عام من قسم تحقيق مكافحة الفساد في مكتب الادعاء العام لمنطقة سيئول.

### أدوار داعمة
- كيم نام هي بدور جين سيونغ جون.[12]

الأخ الأكبر لـ جين دو جون والحفيد الأكبر لعائلة سونيانغ.
- تيفاني يونغ في دور راشيل.[13][14]

صديقة جين دو جون، والرئيسة التنفيذية لشركة ميركل انفستيمنت.
- بارك هيوك كوان في دور أوه سي هيون.[15]

شريك جين دو جون.
- جو هان تشول في دور جين دونغ كي.[16]

الابن الثاني لعائلة سونيانغ.
- بارك جي هيون بدور مو هيون مين.[17]

الابنة الكبرى هانسونغ إلبو.
- كيم كانغ هون[18]
- كانغ كي دونغ في دور جين هيونغ جون[19]

الأخ الأكبر لجين دو جون
- كيم يونغ جاي بدور جين يون كي[20]

والد جين دو جون وابن جين يانغ تشيول الثالث.
- كيم جونغ نان في دور سون جونغ داي[21]

الابنة الكبرى (في القانون)، لجين يانغ تشيول.
- كيم شين روك في دور جين هوا يونغ[22]

الابنة الوحيدة لجين يانغ تشيول.
- كانغ جيل وو بدور بايك سانغ وو[23]
- لي هوانج إيوي[24]
- كيم دو هيون في دور تشوي تشانغ جي[25]

صهر مجموعة سون يانغ.
- سيو جاي هي بدور يوو جي نا[26]

زوجة جين دونغ كي وابنة وزير اقتصادي سابق.
- كيم هيون بدور لي بيل اوك[27]

رئيسة مجموعة سون يانغ، وجدة جين دو جون.
- كيم جونغ وو في دور وو بيونغ جون[28]

الحارس الشخصي لـ جان دي جون الذي يتمتع بشخصية رائعة وباردة.
- يون جي مون في دور جين جيونج جي[29]

## المشاهدات
ملاحظة: نظرا لتوفر المسلسل محلياً عبر نتفليكس وديزني+ والمنصة الرسمية تيفينج، فأن المشاهدات الكلية للمسلسل غير معروفة.
| الموسم | الموسم | رقم الحلقة | رقم الحلقة | رقم الحلقة | رقم الحلقة | رقم الحلقة | رقم الحلقة | رقم الحلقة | رقم الحلقة | رقم الحلقة | رقم الحلقة | رقم الحلقة | رقم الحلقة | رقم الحلقة | رقم الحلقة | رقم الحلقة | رقم الحلقة | المتوسط |
| الموسم | الموسم | 1          | 2          | 3          | 4          | 5          | 6          | 7          | 8          | 9          | 10         | 11         | 12         | 13         | 14         | 15         | 16         | المتوسط |
| ------ | ------ | ---------- | ---------- | ---------- | ---------- | ---------- | ---------- | ---------- | ---------- | ---------- | ---------- | ---------- | ---------- | ---------- | ---------- | ---------- | ---------- | ------- |
|        | 1      | 1.394      | 2.174      | 2.669      | 2.663      | 3.528      | 3.692      | 3.851      | 4.653      | 3.887      | 4.316      | 5.064      | 4.536      | 5.307      | 6.248      | 5.829      | 6.277      | 4.131   |

وفقا لنيلسن كوريا، فقد حقق المسلسل رقماً قياسياً في الحلقة السادسة، بمتوسط تقييم 14.8% بقرابة 3.7 مليون مشاهدة. كما حقق ارباحاً حوالي 13.6 مليار وون في أول 6 حلقات. وتصدر في المرتبة الأولى في المنصات لغير محلية مثل viu وviki في أسيا. حقق المسلسل رقماً قياسياً في الحلقة الاخيرة بمتوسط تقييم 26.9% بأكثر من 6.27 ملايين مشاهدة على تلفزيون جي تي بي سي.
| | تاريخ البث     | تقييمات (نيلسن كوريا) | تقييمات (نيلسن كوريا) |
| على الصعيد الوطني | تاريخ البث     | سيئول                 |                       |
| --- | -------------- | --------------------- | --------------------- |
| 1 | 18 نوفمبر 2022 | 6.058%                | 6.723%                |
| 2 | 19 نوفمبر 2022 | 8.845%                | 9.824%                |
| 3 | 20 نوفمبر 2022 | 10.826%               | 11.713%               |
| 4 | 25 نوفمبر 2022 | 11.800%               | 13.153%               |
| 5 | 26 نوفمبر 2022 | 14.758%               | 16.195%               |
| 6 | 27 نوفمبر 2022 | 14.880%               | 16.507%               |
| 7 | 3 ديسمبر، 2022 | 16.102%               | 18.026%               |
| 8 | 4 ديسمبر، 2022 | 19.449%               | 21.776%               |
| 9 | 9 ديسمبر 2022  | 16.995%               | 19.512%               |
| 10 | 10 ديسمبر 2022 | 18.337%               | 20.515%               |
| 11 | 11 ديسمبر 2022 | 21.137%               | 23.858%               |
| 12 | 16 ديسمبر 2022 | 19.817%               | 22.178%               |
| 13 | 17 ديسمبر 2022 | 22.456%               | 24.370%               |
| 14 | 18 ديسمبر 2022 | 24.936%               | 26.949%               |
| 15 | 24 ديسمبر 2022 | 25.032%               | 28.164%               |
| 16 | 25 ديسمبر 2022 | 26.948%               | 30.101%               |
| متوسط | متوسط          | 17.399%               | 19.348%               |
| - تُبث هذه الدراما على قناة الكابل / التلفزيون المدفوع الذي عادةً ما يكون جمهورها أصغر نسبيًا مقارنةً بالمحطات التلفزيونية / العامة (KBS ، SBS ، MBC ، EBS) |                |                       |                       |

## الجوائز
| حفل توزيع الجوائز    | عام  | الفئة           | المرشح      | النتيجة | المراجع |
| -------------------- | ---- | --------------- | ----------- | ------- | ------- |
| جوائز بيكسانغ للفنون | 2023 | أفضل ممثل       | لي سانغ مين | فوز     | [ 37 ]  |
| جوائز بيكسانغ للفنون | 2023 | أفضل ممثل داعم  | كيم دو هيون | رُشِّح     | [ 37 ]  |
| جوائز بيكسانغ للفنون | 2023 | أفضل ممثلة داعم | كيم شين روك | رُشِّح     | [ 37 ]  |

## الإنتاج

### ينتج
المسلسل من إخراج جيونغ داي يون مخرج مقر ام بي سي دراما السابق، الذي عمل على مسلسلات مثل "شرق عدن" لعام 2008، "ملك في حيرة" لعام 2012، «السيدة العزباء الماكرة» لعام 2014، ولقد كانت جميلة لعام 2015. ومن كتابة كيم تاي هي التي كتبت مسلسل «فضيحة سونغكيونكوان» لعام 2010، والدراما الطبية «عقل جميل» لعام 2016. وانتاجه من قبل جي تي بي سي إستوديوز بشراكة مع شركة رايمونغ راين المحدودة. تكلفة انتاج المسلسل بميزانية ضخمة تتراوح بين 30 إلى 35 مليار وون. كما استثمرت وزارة الثقافة في المسلسل.

### الموسم 2
في 9 مايو 2025 ، اعلنت شركة أرتيست (321820)، وهي شركة إدارة الممثلين التابعة لمجموعة أرتيست عن إنتاج موسم ثاني للمسلسل، وهي ستتولى التخطيط والاعداد، في حين ستكون شركة الإنتاج التابعة لها، أريست استوديو، مسؤولية الإنتاج. استحوذت الشركة على العنوان في عام 2023 من خلال الاستحواذها على شركة رايمونغ راين، المنتج المشارك للموسم الأول والمالكة للحقوق.

### التصوير
في 29 من يوليو 2022، أعلن انتهى تصوير الأدوار الرئيسية للممثلين: سونغ جونغ كي، شين هيون بين، لي سونغ مين. في 19 من أبريل 2023، صرح المخرج جونغ داي يون من SLL ، أن تصوير المسلسل قد استغرق حوالي ثلاث سنوات.

### الإصدار
في الاصل، كان المقرر عرض المسلسل في النصف الأول من عام 2022، ولكن تم تأجيله لنصف الثاني من العام.

## روابط خارجية
- الموقع الرسمي
 (بالكورية)
- ثريا ولد من جديد على هانسينما
- الابن الاصغر لتكتل على موقع IMDb (الإنجليزية)
- الابن الاصغر لتكتل على موقع نتفليكس (الإنجليزية)
- الابن الاصغر لتكتل على موقع كينوبويسك (الروسية)
- الابن الاصغر لتكتل على موقع قاعدة بيانات الفيلم (الإنجليزية)